# Aujac, Charente-Maritime
Aujac là một xã trong tỉnh Charente-Maritime Charente-Maritime trong vùng Nouvelle-Aquitaine, tây nam nước Pháp. Xã Aujac, Charente-Maritime nằm ở khu vực có độ cao trung bình 16 mét trên mực nước biển.